# 인 더 랜드 오브 우먼
인 더 랜드 오브 우먼(In The Land Of Women)은 미국에서 제작된 존 캐스단 감독의 2007년 코미디, 드라마, 멜로/로맨스 영화이다. 엘레나 아나야 등이 주연으로 출연하였고 데이빗 캔터 등이 제작에 참여하였다.

## 출연

### 주연
- 엘레나 아나야
- 아담 브로디

### 조연
- 다니엘 세브레
- 지아 맨테그나
- 롭 레이니스
- 조베스 윌리암스
- 마켄지 베가
- 크리스틴 스튜어트
- 멕 라이언
- 올림피아 듀카키스
- 더스틴 밀리건
- 그레이엄 워들
- 엘리즈 가티엔
- 크리스틴 다니엘
- 클락 그레그
- 제프 커닝햄
- 일리즈 미마운
- 카린 코노발
- 지니퍼 굿윈
- 보 머초프

## 제작진
- 공동제작: 바바라 켈리
- 미술: 샌디 코크레인
- 세트: 루이즈 로퍼
- 세트: 에린 보이드
- 의상: 트리쉬 키팅
- 배역: 시그 드 미구엘
- 배역: 아만다 맥키 존슨
- 배역: 캐시 샌드리치
- 배역: 웬디 와이드먼